# 2009년 한국프로야구 포스트시즌
2009 CJ 마구마구 프로야구 포스트시즌은 9월 29일부터 10월 24일까지 열렸었다.
2009년 정규리그 3위 두산 베어스와 4위 롯데 자이언츠가 5전 3선승제의 준플레이오프를 치렀는데, 두산이 롯데를 3승 1패로 누르면서 플레이오프 진출에 성공했다. 준 플레이오프 승리팀인 두산은 정규리그 2위인 SK 와이번스와 5전 3선승제의 플레이오프를 열었다. SK는 두산에게 초반 2연패후 3연승으로 승리하였다. 플레이오프 승자인 SK 와이번스는 정규리그 1위인 KIA 타이거즈와 한국시리즈에서 7전 4선승제로 대결하였다.

## 준플레이오프

### 출장자 명단

#### 두산 베어스
- 감 독 - 김경문
- 코 치 - 김광수, 김태형, 김광림, 윤석환, 김민호, 강인권
- 투 수 - 김선우, 이재우, 정재훈, 김상현, 금민철, 이용찬, 임태훈, 고창성, 홍상삼, 후안 세데뇨, 크리스 니코스키
- 포 수 - 최승환, 용덕한
- 내야수 - 김동주, 손시헌, 최준석, 이원석, 오재원, 김재호, 고영민
- 외야수 - 임재철, 이종욱, 이성열, 김현수, 민병헌, 정수빈

#### 롯데 자이언츠
- 감 독 - 제리 로이스터
- 코 치 - 박영태, 페르난도 아로요, 김무관, 이철성, 한문연, 공필성
- 투 수 - 조정훈, 장원준, 송승준, 강영식, 나승현, 임경완, 이정훈, 이정민, 배장호, 존 애킨스
- 포 수 - 최기문, 장성우
- 내야수 - 조성환, 이대호, 박기혁, 김주찬, 김민성, 박남섭, 오장훈, 홍성흔
- 외야수 - 정보명, 카림 가르시아, 손아섭, 이승화, 최만호, 박정준

### 경기 기록
| 일시                                                          | 경기  | 원정팀(선공)  | 스코어 | 홈팀(후공)    | 개최 구장             | 개시 시각 | 관중수   | 경기 MVP               |
| ------------------------------------------------------------- | ----- | ------------- | ------ | ------------- | --------------------- | --------- | -------- | ---------------------- |
| 9월 29일(화)                                                  | 1차전 | 롯데 자이언츠 | 7 - 2  | 두산 베어스   | 서울종합운동장 야구장 | 18시 00분 | 29,000명 | 조정훈 (롯데 자이언츠) |
| 9월 30일(수)                                                  | 2차전 | 롯데 자이언츠 | 0 - 6  | 두산 베어스   | 서울종합운동장 야구장 | 18시 00분 | 29,000명 | 금민철 (두산 베어스)   |
| 10월 2일(금)                                                  | 3차전 | 두산 베어스   | 12 - 3 | 롯데 자이언츠 | 사직야구장            | 13시 30분 | 28,500명 | 김동주 (두산 베어스)   |
| 10월 3일(토)                                                  | 4차전 | 두산 베어스   | 9 - 5  | 롯데 자이언츠 | 사직야구장            | 14시 00분 | 26,857명 | 용덕한 (두산 베어스)   |
| 승리팀 : 두산 베어스, 준플레이오프 MVP : 김동주 (두산 베어스) |       |               |        |               |                       |           |          |                        |

### 1차전
9월 29일 - 서울종합운동장 야구장
| 팀 | 1 | 2 | 3 | 4 | 5 | 6 | 7 | 8 | 9 | R | H  | E | B |
| 롯데 자이언츠 ◄                                                                                             | 0 | 0 | 0 | 1 | 0 | 1 | 0 | 2 | 3 | 7 | 15 | 1 | 1 |
| 두산 베어스                                                                                                 | 0 | 0 | 0 | 1 | 0 | 0 | 0 | 1 | 0 | 2 | 7  | 0 | 3 |
| 승리 투수: 조정훈 패전 투수: 세데뇨 세이브: 임경완 홀드: 없음 홈런: 두산 – 김현수 (조정훈을 상대로 4회 1점) |   |   |   |   |   |   |   |   |   |   |    |   |   |

- 시구 : 가수 싸이 / 시타 : 가수 김장훈
- 1차전 MVP: 롯데 조정훈 - 7⅔이닝 5피안타(1피홈런) 2실점(2자책점) 7탈삼진
- 롯데 조성환 준 플레이오프 한 경기 최다 안타 타이 기록; 4타수 4안타
- 롯데 홍성흔 포스트 시즌 최다 안타 기록: 70안타
- 롯데 홍성흔 준 플레이오프 5경기 연속 안타 기록
- 13연속 포스트 시즌 연속 경기 매진
- 롯데 3271일 만의 포스트 시즌 경기 승리

1차전 선발로 두산은 크리스 니코스키가, 롯데는 조정훈이 선발 투수로 등판했다. 시리즈의 분위기 주도권을 잡을 수 있는 1차전인만큼, 양 팀은 총력전을 펼쳤다. 그래서인지, 양 팀의 선발 투수는 3회까지 상대 타선에게 단 한 점도 내주지 않았다. 특히, 롯데의 선발인 조정훈은 3회까지 단 한 개의 안타도 내주지 않는 호투를 펼쳤다.
선취점을 뽑은 팀은 롯데였다. 두산은 4회에 어깨 통증을 호소하며 강판한 니코스키를 대신해 김상현을 마운드에 올렸다. 그러나 김상현은 선두타자 조성환을 볼넷으로 출루시킨 뒤, 1사 1루 상황에서 폭투를 범하는 바람에 주자에게 3루를 허용하고 말았다. 이후 홍성흔에게 중견수 앞 안타를 내주면서 1점을 실점하고 말았다. 그러나, 두산은 이어진 4회말 공격 때 김현수가 우중간 펜스를 넘기는 홈런을 치면서 다시 동점을 만드는 데 성공했다.
양 팀이 5회 공격 때 스코어링 포지션에 주자를 내보내는 데 성공했지만, 득점에 실패하며 6회를 맞이했다. 두산의 실점 상황 직후에 투입된 후안 세데뇨가 6회에 이승화와 조성환에게 연속 안타를 허용하며 무사 1,2루 상황을 맞이했으나, 다음 타자인 이대호가 병살타를 치면서 위기를 넘기는 듯 싶었다. 두산은 이 위기를 확실히 넘기기 위해서 임태훈을 등판시켰지만, 임태훈의 공을 포수 용덕한이 포일을 범하면서 3루 주자가 득점에 성공, 롯데가 2대 1로 다시 앞서나가기 시작했다.
8회초 롯데 공격 상황에서 김주찬이 2루타를 기록, 2사 2루 상황을 만들자 두산이 투수를 고창성으로 교체했다. 하지만, 조성환이 고창성의 2구째 공을 우익수 키를 넘기는 3루타를 치면서 롯데가 다시 한 점을 달아났다. 롯데는 여기에 만족하지 않고, 다음 타자인 이대호가 중견수방향 연속 적시 안타를 만들어내면서 한 점을 추가, 4대 1을 만들었다.
8회말에 두산이 임재철의 2루타와 고영민의 적시타로 한 점을 따라붙었고, 김현수의 안타로 2사 2,3루의 기회를 이어나갔다. 그러나, 김동주를 고의사구로 내보내고 만루를 채운 롯데는 대타 정수빈을 땅볼 아웃 시키며 위기를 모면하였고, 이에 힘을 얻은 롯데는 9회에 다시 점수를 벌리면서 두산의 추격 의지를 꺾었다. 롯데는 카림 가르시아와 정보명의 연속 안타 등으로 만들어낸 1사 2,3루 상황에서 박기혁이 중견수 앞 안타로 1타점, 다음 타자 김주찬이 2타점 2루타를 만들어내면서 스코어를 7대 2까지 벌리면서 1차전 승리를 굳혔다.
롯데는 선발 라인업 중 포수 장성우를 제외한 모든 선수가 안타를 기록, 1차전부터 폭발적인 공격력을 선보이면서 승리를 가져갔다. 그리고 선발인 조정훈도 7⅔이닝동안 5피안타 2실점 7탈삼진을 기록하면서 팀 승리에 큰 기여를 했다. 반면 두산은 경기 초반에 나온 폭투와 포일 등으로 실점하면서 팀 패배의 빌미를 제공했다. 롯데가 1차전을 가져가면서, 플레이오프 진출에 매우 유리한 고지를 먼저 점하게 되었다. 지금까지 준 플레이오프 1차전에서 승리한 팀이 플레이오프에 진출할 확률은 100%에 달한다.

### 2차전
9월 30일 - 서울종합운동장 야구장
| 팀 | 1 | 2 | 3 | 4 | 5 | 6 | 7 | 8 | 9 | R | H | E | B |
| 롯데 자이언츠                                                                                           | 0 | 0 | 0 | 0 | 0 | 0 | 0 | 0 | 0 | 0 | 6 | 1 | 1 |
| 두산 베어스 ◄                                                                                           | 0 | 0 | 4 | 0 | 1 | 0 | 1 | 0 | X | 6 | 9 | 0 | 6 |
| 승리 투수: 금민철 패전 투수: 장원준 세이브: 없음 홀드: 없음 홈런: 두산 – 김현수 (장원준 상대로 5회 1점) |   |   |   |   |   |   |   |   |   |   |   |   |   |

- 시구 : 배우 한채영
- 2차전 MVP: 두산 금민철 - 6이닝 6피안타 무실점 3탈삼진
- 롯데 홍성흔 포스트 시즌 최다 안타 기록: 71안타
- 롯데 홍성흔 포스트 시즌 6경기 연속 안타

2차전 선발로 두산은 금민철이, 롯데는 장원준이 선발 투수로 등판하였다. 양 팀은 매 이닝 마다 주자를 진루시켰지만 득점을 올리지 못하였으나, 두산이 3회말 임재철, 이종욱의 안타로 1사 1,3루의 상황을 만들었고 후속 타자 고영민이 타점을 올리며 기선을 제압하였다. 이어 김동주가 우전 적시타를 터뜨리며 다시 한 점을 추가하였고, 최준석의 2타점 적시 2루타로 4-0으로 앞서 나갔다. 그리고 5회말에는 김현수가 우측 상단 스탠드에 떨어지는 솔로 홈런을 터뜨리며 5-0을 만들며 롯데의 선발 투수 장원준을 강판시켰다. 이후에도 두산은 7회말에 김현수가 우중간에 떨어지는 3루타를 치고, 김동주가 고의 4구로 나간 2사 주자 1,3루 상황에서 손시헌이 적시타를 터뜨리며 6-0으로 달아나며 승기를 굳혔다.
반면 롯데는 6회초에 조성환, 이대호가 연속 안타를 치며 득점 기회를 만들었지만, 카림 가르시아가 삼진 당하고 홍성흔이 금민철과 10구까지 가는 접전 끝에 투수 앞 땅볼로 물러나면서 득점 기회를 무산시켰고 수비에서도 좌익수 김주찬이 3회말 임재철의 타구를 잡으려다 미끄러지면서 실점의 빌미를 제공하는 등 승운이 따르지 않았다.
두산의 선발 투수 금민철은 6이닝 동안 무실점으로 퀄리티 스타트를 기록하였고, 임태훈, 이재우, 이용찬으로 이어지는 두산의 불펜진이 호투하며 1승을 올리는 데 기여하였다. 이로써 양팀은 1승 1패를 기록, 승부는 원점이 되었다.

### 3차전
10월 2일 - 사직야구장
| 팀 | 1 | 2 | 3 | 4 | 5 | 6 | 7 | 8 | 9 | R  | H  | E | B |
| 두산 베어스 ◄ | 1 | 6 | 0 | 3 | 1 | 0 | 1 | 0 | 0 | 12 | 18 | 0 | 5 |
| 롯데 자이언츠 | 0 | 0 | 1 | 0 | 0 | 0 | 0 | 0 | 2 | 3  | 6  | 3 | 0 |
| 승리 투수: 홍상삼 패전 투수: 송승준 세이브: 없음 홀드: 없음 홈런: 두산 – 김동주 (송승준 상대로 2회 만루) 롯데 – 박기혁 (홍상삼 상대로 3회 1점), 이대호, 가르시아 (이상 이재우 상대로 각각 9회 1점) |   |   |   |   |   |   |   |   |   |    |    |   |   |

- 시구 : 배우 송일국
- 3차전 MVP: 두산 김동주 - 4타수 3안타 5타점 2득점 1홈런
- 롯데 포스트 시즌 통산 17번째 백투백 홈런: 9회말 이대호, 카림 가르시아

3차전 선발로 두산은 홍상삼, 롯데는 송승준이 선발 등판했다. 두산은 1회부터 고영민의 안타와 김현수의 볼넷 이후 최준석의 1타점 적시타로 선취점을 뽑았다. 뒤이어 2회에서도 이원석의 안타로 만든 무사 주자 1루 상황에서 민병헌의 좌익수 뒤 2루타에 롯데 좌익수 김주찬의 실책에 힘입어 1점을 더 뽑았고, 뒤이어 번트를 댄 용덕한이 상대 투수 송승준의 실책으로 출루하면서 무사 주자 1,3루가 되었다. 기세에 박차를 가한 두산 타선은 이종욱의 1타점 적시타, 고영민의 번트 이후 김현수의 고의 4구로 맞은 1사 만루 찬스에서 4번 타자 김동주가 125m짜리 좌중월 그랜드슬램을 작렬시켜 완벽하게 두산의 페이스로 돌려놓았다. 롯데는 두산 선발 홍상삼에게 3회까지 퍼펙트로 끌려다니다가 3회말 박기혁의 좌중월 솔로 홈런으로 1점을 만회했다. 롯데 선발 송승준은 1과 ⅓이닝동안 7실점을 하는 부진한 모습을 보이며 조기 강판당했다.
4회초에서도 두산 타선은 불방망이를 과시했다. 김현수의 볼넷과 김동주의 안타로 만든 1사 1,2루 상황에서 손시헌이 우중간 2루타를 쳤고, 롯데 우익수 카림 가르시아의 실책으로 주자가 모두 홈을 밟았다. 뒤이어 이원석의 1타점 적시타로 순식간에 3점을 더 달아나 스코어는 10:1까지 벌어졌다. 5회초에서도 고영민과 김현수의 연속 안타 이후 김동주의 1타점 적시타로 1점을 추가하였다.
이어 두산의 7회초 공격에서 김현수의 볼넷과 오재원의 내야 안타 이후 대타 이성열의 타석에서 롯데 포수 장성우의 포일로 3루 주자 오재원이 홈을 밟으면서 1점을 더 도망갔다. 롯데는 9회말 마지막 공격에서 이대호와 카림 가르시아의 백투백 홈런으로 2점을 추격하였지만 이미 경기는 기운 상황이었다. 두산 선발 홍상삼은 6과 ⅓이닝 동안 2피안타(1홈런) 1실점으로 호투하였으나 7회말 롯데 조성환의 안타성 타구에 맞아 부상을 당하여 마운드를 내려갔고 고창성으로 교체되었다. 롯데 박기혁은 홈런 1개 포함 3타수 3안타 1타점으로 분전하였으나 팀의 패배로 빛이 바랬다.

### 4차전
10월 3일 - 사직야구장
| 팀 | 1 | 2 | 3 | 4 | 5 | 6 | 7 | 8 | 9 | R | H  | E | B |
| 두산 베어스 ◄ | 0 | 0 | 7 | 0 | 0 | 2 | 0 | 0 | 0 | 9 | 10 | 0 | 5 |
| 롯데 자이언츠 | 0 | 1 | 1 | 0 | 0 | 0 | 3 | 0 | 0 | 5 | 10 | 3 | 2 |
| 승리 투수: 김선우 패전 투수: 배장호 세이브: 이용찬 홀드: 없음 홈런: 롯데 – 이대호 (김선우 상대로 2회 1점), 김주찬 (김선우 상대로 3회 1점) |   |   |   |   |   |   |   |   |   |   |    |   |   |

- 시구 : 홍재영 (롯데 자이언츠 신인 선수)
- 준플레이오프 MVP: 두산 김동주 - 타율 .462(13타수 6안타) 1홈런 7타점 3득점
- 4차전 MVP: 두산 용덕한 - 3타수 1안타 3타점 1득점 1볼넷
- 롯데 홍성흔 포스트 시즌 최다 안타: 72안타

4차전 선발로 두산은 김선우, 롯데는 배장호가 선발 등판하였다. 롯데로서는 벼랑 끝에 몰린 상황이었기 때문에 총력전을 펼쳐야 하는 상황이었고, 9월 20일 잠실 두산 전에서 호투한 배장호가 선발로 등판하게 된 것이다.
기선은 롯데가 먼저 잡았다. 2회말 선두 타자로 들어선 이대호는 김선우의 3구를 치면서 좌중월 솔로 홈런을 터뜨렸고 이는 지난 경기에 이은 연타석 홈런이 되었다. 하지만 두산은 이어진 3회초에서 배장호가 난조를 보이는 사이 이종욱이 중견수 키를 넘기는 안타를 쳤고, 1루 주자 용덕한이 롯데의 중계 플레이가 주춤거리는 틈을 타 홈으로 들어오면서 다시 승부를 원점으로 만들었다. 이어진 타석에서 정수빈, 김현수의 연속 안타가 터지면서 점수는 역전되었고, 김동주가 삼진을 당했지만 다음 타자 이성열이 중전 적시타를 터뜨리며 3-1이 되었다. 여기에 고영민이 볼넷으로 출루하여 2사 만루가 된 상황에서 민병헌이 2루수 실책으로 출루하면서 4-1이 되었다. 이렇게 타자 일순 후 다시 타석에 들어선 용덕한이 좌익 선상 적시 2루타를 터뜨려 주자가 모두 홈에 들어오며 7-1이 되었다.
롯데는 이어진 3회말에서 김주찬이 왼쪽 담장을 넘어가는 큰 타구를 날렸으나 파울로 판정되었고 이에 제리 로이스터 감독이 항의하게 되어 비디오 판독을 실시하였는데, 이 타구가 홈런으로 정정되어 다시 한 점을 만회하였다.
이후 양 팀은 5회까지 득점 없이 소강 상태를 보였으나, 6회초 이종욱이 때린 우중간 깊숙한 타구가 공을 잡으려는 관중의 팔에 맞으며 우중간 2루타로 기록되었고, 이후 롯데에서는 강영식, 임경완이 차례로 등판하였으나, 김현수에게 볼넷을, 김동주에게 좌전 적시타를 허용하였고, 이성열에게는 롯데 3루수 정보명이 실책을 저지르는 바람에 진루를 허용하였고 이에 두산이 다시 한 점을 달아나며 9-2가 되었다.
롯데는 7회말 반격에서 두산의 바뀐 투수 고창성을 상대로 정보명과 대타 최기문이 연속 안타를 치고, 박기혁이 볼넷으로 출루하면서 만든 1사 만루 상황에서 김주찬이 중견수 키를 넘기는 3타점 적시 2루타를 치면서 9-5로 추격하였다. 이후 롯데는 9회에는 존 애킨스까지 투입하는 초강수를 두며 총력전을 펼쳤지만 초반 대량 실점을 만회하기에는 역부족이었다.
두산은 1차전을 패한 후 2차전, 3차전과 4차전을 내리 큰 점수 차이로 승리하면서 SK 와이번스와 맞붙는 플레이오프에 진출하였고, 지금까지 준 플레이오프 1차전 승리팀이 100% 플레이오프에 진출하는 통계를 깨는 최초의 기록을 세웠다. 반면 롯데는 페넌트레이스 때부터 문제점으로 지적되어 왔던 야수 실책이 발목을 잡으면서 플레이오프 진출에 실패하였다. 이날 경기에서 조성환이 2개의 실책을 저질렀고, 정보명이 1개의 실책을 저지르는 등 롯데는 고비 때마다 실책으로 자멸하고 말았다.
준 플레이오프 MVP로 기자단 투표 35표 중 18표를 획득한 두산의 김동주가 선정되었다.

## 플레이오프

### 출장자 명단

#### SK 와이번스
- 감독 : 김성근
- 코치 : 이만수, 가토 하지메, 쇼다 고조, 이광길, 김경기, 김태균
- 투수 : 김원형, 이승호, 정대현, 채병용, 고효준, 윤길현, 정우람, 이한진, 박현준, 카도쿠라 켄, 게리 글로버(11명)
- 포수 : 정상호, 이재원, 김정남(3명)
- 내야수 : 김재현, 이호준, 박정환, 나주환, 박정권, 정근우, 최정, 김연훈(8명)
- 외야수 : 박재홍, 조동화, 박재상, 김강민(4명)

#### 두산 베어스
- 감독 : 김경문
- 코치 : 김광수, 김태형, 김광림, 윤석환, 김민호, 강인권
- 투수 : 김선우, 이재우, 김상현, 지승민, 정재훈, 노경은, 금민철, 임태훈, 이용찬, 고창성, 홍상삼, 후안 세데뇨(12명)
- 포수 : 최승환, 용덕한(2명)
- 내야수 : 김동주, 최준석, 고영민, 손시헌, 김재호, 이원석, 오재원(7명)
- 외야수 : 이종욱, 이성열, 민병헌, 김현수, 정수빈(5명)

### 경기 기록
| 일시                                                        | 경기  | 원정팀(선공) | 스코어 | 홈팀(후공)  | 개최 구장             | 개시 시각 | 관중수   | 경기 MVP             |
| ----------------------------------------------------------- | ----- | ------------ | ------ | ----------- | --------------------- | --------- | -------- | -------------------- |
| 10월 7일(수)                                                | 1차전 | 두산 베어스  | 3 - 2  | SK 와이번스 | 인천SSG랜더스필드     | 18시 00분 | 21,078명 | 금민철 (두산 베어스) |
| 10월 8일(목)                                                | 2차전 | 두산 베어스  | 4 - 1  | SK 와이번스 | 인천SSG랜더스필드     | 18시 00분 | 20,627명 | 이종욱 (두산 베어스) |
| 10월 10일(토)                                               | 3차전 | SK 와이번스  | 3 - 1  | 두산 베어스 | 서울종합운동장 야구장 | 14시 00분 | 29,000명 | 박재상 (SK 와이번스) |
| 10월 11일(월)                                               | 4차전 | SK 와이번스  | 8 - 3  | 두산 베어스 | 서울종합운동장 야구장 | 14시 00분 | 29,000명 | 박정권 (SK 와이번스) |
| 10월 14일(목)                                               | 5차전 | 두산 베어스  | 3 - 14 | SK 와이번스 | 인천SSG랜더스필드     | 18시 00분 | 27,800명 | 박재상 (SK 와이번스) |
| 승리팀 : SK 와이번스, 플레이오프 MVP : 박정권 (SK 와이번스) |       |              |        |             |                       |           |          |                      |

### 1차전
10월 7일 - 인천SSG랜더스필드
| 팀 | 1 | 2 | 3 | 4 | 5 | 6 | 7 | 8 | 9 | R | H | E | B |
| 두산 베어스 ◄ | 1 | 2 | 0 | 0 | 0 | 0 | 0 | 0 | 0 | 3 | 6 | 0 | 1 |
| SK 와이번스 | 0 | 1 | 0 | 0 | 0 | 0 | 0 | 1 | 0 | 2 | 8 | 0 | 3 |
| 승리 투수: 금민철 패전 투수: 글로버 세이브: 이용찬 홀드: 고창성, 지승민, 임태훈 홈런: 두산 – 고영민 (글로버 상대로 1회 1점), 최준석 (글로버 상대로 2회 1점) SK – 박정권 (임태훈 상대로 8회 1점) |   |   |   |   |   |   |   |   |   |   |   |   |   |

- 시구 : 최나연 (골프 선수)
- 1차전 MVP: 두산 금민철 - 5이닝 6피안타 1실점 2볼넷

1차전 선발로 SK는 게리 글로버가, 두산은 금민철이 선발 투수로 출장하였다. 두 선수 모두 상대 전적에서 우세하였기 때문에 1차전의 선발 투수로 낙점되었던 것이다.
그러나 예상과는 달리 글로버는 1회초 고영민에게 우측 담장을 넘어가는 솔로 홈런을, 2회초에 최준석에게 다시 우측 담장을 넘어가는 솔로 홈런을 허용하였다. 두산은 이후 손시헌과 이원석의 연속 안타로 맞이한 1사 주자 1,3루 상황에서 정수빈의 땅볼로 다시 한 점을 추가, 3-0으로 앞서 나갔다.
SK는 2회말 공격에서 상대의 잇따른 실책성 플레이로 최정이 내야 안타와 김강민의 3루수 땅볼을 김동주와 손시헌이 빠뜨리는 행운의 안타 이후 박재홍이 적시타를 터뜨려 1점을 만회, 3-1이 되었다.
이후 양 팀은 5회까지 소강 상태를 보였고, 두산은 6회말부터 후안 세데뇨를 시작으로 고창성, 지승민, 임태훈을 투입하며 계투진을 운용하였다. 8회말에 SK는 박정권이 임태훈의 초구 149km 패스트 볼을 우중간 담장을 넘기는 솔로 홈런(비거리 120m)으로 연결시키며 한 점을 만회, 3-2로 추격하였다. 그러나 9회말 SK는 대타 박정환이 안타를 뽑아서 1사 1루의 마지막 기회를 이어갔음에도 불구하고, 박재홍의 병살타로 끝내 역전에 실패하면서 경기를 내주고 말았다.
두산 금민철은 준 플레이오프 2차전에 이어 호투하면서 팀의 1차전 승리에 기여하였고, SK 글로버는 6이닝 동안 3실점으로 퀄리티 스타트를 기록했지만, 타선의 도움을 받지 못하며 패전 투수가 되었다.

### 2차전
10월 8일 - 인천SSG랜더스필드
| 팀 | 1 | 2 | 3 | 4 | 5 | 6 | 7 | 8 | 9 | R | H | E | B |
| 두산 베어스 ◄ | 1 | 0 | 0 | 0 | 0 | 0 | 0 | 3 | 0 | 4 | 5 | 0 | 4 |
| SK 와이번스 | 0 | 0 | 0 | 0 | 0 | 0 | 1 | 0 | 0 | 1 | 6 | 1 | 3 |
| 승리 투수: 임태훈 패전 투수: 정우람 세이브: 고창성 홀드: 정재훈 홈런: 두산 – 고영민 (정우람 상대로 8회 2점) SK – 박정권 (임태훈 상대로 7회 1점) |   |   |   |   |   |   |   |   |   |   |   |   |   |

- 2차전 MVP: 두산 이종욱 - 3타수 2안타 1볼넷 1타점 2득점

2차전 선발로 SK는 카도쿠라 겐이, 두산은 후안 세데뇨가 선발 투수로 등판하였다. 지난 경기에 이어 두산은 1회초 첫 타자 이종욱이 내야 안타로 출루하여 도루에 이은 상대 포수의 실책으로 3루로 진루한 후 김현수의 희생타로 득점하며 선취점을 뽑았다. 이후 두 팀은 팽팽한 투수전으로 진행되었고, 두산은 후안 세데뇨가 5회까지 3피안타 2볼넷 무실점으로 호투하고, 뒤이어 정재훈, 임태훈이 연속 등판하며 6회까지 무실점으로 막았으나, 7회말 SK 공격에서 임태훈이 전날에 이어 박정권에게 우월 솔로 홈런(비거리 120m)를 맞으며 경기는 순식간에 알 수 없는 상황으로 바뀌었다.
그러나 두산은 8회에 반격을 시작하였다. 정수빈이 볼넷을 얻어서 걸어나갔고, 이어 이종욱의 타석에서 2루 도루를 시도하여 성공하였다. 흔들린 SK 배터리는 폭투까지 범하여 주자를 3루까지 진루시켰고, 볼 카운트 2스트라이크 1볼에서 이종욱은 우중간을 꿰뚫는 1타점 2루타를 뽑았다. 이어 고영민이 흔들리는 SK 투수 정우람에게 2점 홈런을 때려내면서 두산은 4-1까지 도망갔다. 이후 SK는 9회말 마지막 공격에서 대타 박정환의 안타와 박정권의 볼넷으로 마지막 기회를 잡았으나 김연훈과 나주환이 모두 유격수 땅볼로 물러나면서 홈에서의 2경기를 모두 내주고 말았다. SK 선발 카도쿠라 켄은 6과 ⅓이닝동안 3피안타 1실점 7탈삼진으로 활약하였으나 타선의 불발로 그 빛이 바랬다.

### 3차전
10월 10일 - 서울종합운동장 야구장
| 팀                                                          | 1 | 2 | 3 | 4 | 5 | 6 | 7 | 8 | 9 | 10 | R | H | E | B |
| SK 와이번스 ◄                                               | 1 | 0 | 0 | 0 | 0 | 0 | 0 | 0 | 0 | 2  | 3 | 7 | 1 | 4 |
| 두산 베어스                                                 | 0 | 0 | 0 | 0 | 0 | 1 | 0 | 0 | 0 | 0  | 1 | 6 | 0 | 7 |
| 승리 투수: 고효준 패전 투수: 고창성 세이브: 없음 홀드: 없음 |   |   |   |   |   |   |   |   |   |    |   |   |   |   |

- 시구 : 윤아 (소녀시대)
- 3차전 MVP: SK 박재상 - 5타수 2안타 1타점

3차전 선발로 SK는 채병용, 두산은 홍상삼을 내세웠다. 1, 2차전에 이어 다시 양 팀의 투수전이 전개되었다.
1회초 SK공격 때, 박재상이 8구 접전까지 가는 끝에 안타를 만들어냈고 다음 타자 김재현이 1사 주자 1루 상황에서 진루타를 친 후 박정권이 우익수를 넘기는 안타를 만들어내면서 SK가 먼저 점수를 냈다. 이후 팽팽한 투수전이 전개되었고, 두산은 6회 고영민의 2루타 이후 김현수, 김동주, 최준석의 연속 3볼넷으로 밀어내기 1점을 따냈다.
이후 9회초에서 SK 김강민이 안타를 친 후, 나주환의 희생번트로 1사 2루의 찬스에서 SK 타자 정상호가 투수 고창성의 공을 힘차게 우중간으로 날렸으나 두산 이종욱의 호수비에 타자 주자와 2루 주자가 모두 아웃되면서 기회가 무산되고 말았다. 두산 또한 9회말에 2사 1,2루의 찬스에서 고영민이 친 타구가 2루수 정근우의 글러브에 빨려들어가면서 경기는 연장으로 진행되었다.
그러나 승부는 10회초에 결정되었다. SK 박정환이 안타를 치고 출루한 후, 정근우의 희생 번트로 만든 1사 2루 상황에서 SK 박재상의 타구를 두산 정수빈이 조명등의 영향을 받아 낙구 지점을 놓쳐 3루타로 만들어 주었고, 이것이 3차전의 결승타가 되었다. 뒤이어 SK 김연훈이 좌익수 희생 플라이로 3루 주자 박재상을 불러들여 스코어는 3-1이 되었다. 10회말에 두산은 김현수, 김동주로 이어지는 중심 타선이 불발되면서 점수를 내지 못했고, SK는 첫 승을 올리게 되었다. 두산은 고영민의 두 번째 타석과 세 번째 타석에서 터진 좌중간 깊은 타구가 담장에 맞고 나오며 2루타가 되는 등 승운이 따르지 않았다.

### 4차전
10월 11일 - 서울종합운동장 야구장
| 팀 | 1 | 2 | 3 | 4 | 5 | 6 | 7 | 8 | 9 | R | H  | E | B |
| SK 와이번스 ◄ | 1 | 2 | 0 | 0 | 0 | 0 | 4 | 1 | 0 | 8 | 11 | 0 | 3 |
| 두산 베어스 | 0 | 0 | 3 | 0 | 0 | 0 | 0 | 0 | 0 | 3 | 9  | 2 | 5 |
| 승리 투수: 이승호 패전 투수: 임태훈 세이브: 없음 홀드: 없음 홈런: SK – 최정 (김상현 상대로 8회 1점) 두산 – 고영민 (글로버 상대로 3회 3점) |   |   |   |   |   |   |   |   |   |   |    |   |   |

- 시구 : 구하라 (카라)
- 4차전 MVP: SK 박정권 - 5타수 2안타 2타점 1득점

4차전 선발로 SK는 게리 글로버를, 두산은 김선우를 내세웠다. 두산 선발 김선우는 초반 제구력 난조를 보이면서 김재현을 스트레이트 볼넷으로 내보냈고, 좋은 타격 감각을 이어가던 박정권이 중견수 앞 안타를 뽑아내면서 2사 주자 1,3루가 되었다. 뒤이어 박재홍의 타석 때 폭투가 나오면서 3루 주자 김재현이 홈을 밟았다. 2회초 공격에서도 SK는 김강민의 2루타 이후 나주환의 희생 번트로 만든 1사 주자 3루의 기회에서 정상호가 볼넷으로 출루하고 뒤이어 이번 시즌 내내 부진하던 최정과 정근우가 각각 안타를 뽑아내 3:0까지 달아났다.
그러나 SK의 선발 게리 글로버가 3회말 갑자기 제구력 난조를 보이면서 흔들리기 시작했다. 이종욱을 볼넷으로 내보내고 정수빈 타석에서 도루까지 허용하였다. 뒤이어 정수빈마저 볼넷으로 내보내 무사 주자 1,2루의 위기에 몰린 게리 글로버는 고영민의 타석에서 슬라이더를 계속해서 던지다가 고영민에게 좌중월 3점 홈런(비거리 120m)을 허용하며 동점이 되었다. 뒤이어 김동주의 중견수 앞 1루타를 허용하고 난 후 선발 게리 글로버는 마운드에서 정우람으로 교체되었다. 정우람은 김현수에게 우익수 앞 안타를 맞아 무사 주자 1,3루의 위기에 봉착했으나, 다음 타자 최준석을 5-4-3으로 이어지는 병살타로 유도하며 추가 실점하지 않았고, 손시헌을 삼진 아웃으로 돌려세우면서 한숨을 돌렸다.
승부의 향방은 7회에 갈렸다. 7회초 SK 공격에서 정근우가 유격수 실책으로, 박재상이 좌익수 앞 안타를 치며 출루하며 좋은 기회를 맞이했다. 플레이오프에서 맹활약을 하는 박정환이 대타로 나와 삼진을 당했지만, 플레이오프에서 임태훈의 천적으로 떠오른 박정권이 임태훈의 3구를 때려 왼쪽 담장을 맞는 2타점 적시 2루타를 기록하며 SK가 5-3으로 다시 앞서 나갔다. 이에 두산은 임태훈을 고창성으로 교체하였으나, 박재홍에게 볼넷을 허용하였고, 다음 타자 김강민에게 우익수 키를 넘기는 2타점 적시 3루타를 허용하며 순식간에 점수는 7-3이 되었다. 8회에는 최정이 김상현의 2구를 왼쪽 담장을 넘기는 솔로 홈런(비거리 125m)으로 연결하면서 승부에 쐐기를 박았다.
SK는 정우람, 윤길현, 이승호, 고효준으로 이어지는 불펜진을 가동하며 더 이상의 실점을 허용하지 않았으며, 네 번째 투수 이승호가 승리 투수가 되었다. 반면 두산은 고영민의 3점 홈런 이후 결정적인 상황에서 득점을 올리지 못하여 승부는 원점이 되었고, 최종 5차전으로 이어지게 되었다.

### 5차전
10월 14일 - 인천SSG랜더스필드
| 팀 | 1 | 2 | 3 | 4 | 5 | 6 | 7 | 8 | 9 | R  | H  | E | B |
| 두산 베어스 | 0 | 0 | 0 | 0 | 0 | 1 | 0 | 2 | 0 | 3  | 9  | 0 | 2 |
| SK 와이번스 ◄ | 3 | 0 | 4 | 0 | 3 | 0 | 4 | 0 | X | 14 | 19 | 0 | 5 |
| 승리 투수: 이승호 패전 투수: 세데뇨 세이브: 없음 홀드: 없음 홈런: 두산 – 김현수 (윤길현 상대로 6회 1점) SK – 박재홍 (세데뇨 상대로 1회 1점), 최정 (정재훈 상대로 1회 1점), 박정권 (금민철 상대로 3회 1점), 박재상 (금민철 상대로 3회 3점, 김상현 상대로 5회 1점) 정상호 (김상현 상대로 5회 1점) |   |   |   |   |   |   |   |   |   |    |    |   |   |

- 5차전 MVP: SK 박재상 - 5타수 2안타(2홈런) 4타점 2득점
- 플레이오프 MVP : SK 박정권 - 타율 0.478 (21타수 10안타) 3홈런 8타점

원래 경기는 10월 13일 열릴 예정이었으나, 그 날 경기의 2회초 두산이 김현수의 솔로 홈런으로 1-0으로 앞서 나간 상황에서 김동주 타석 때 폭우가 내리기 시작하였고, 이에 경기 중단이 선언된 후 1시간 19분만에 노게임이 선언되어 10월 14일로 연기되었다. 역대 한국 프로 야구 포스트 시즌에서 경기 도중 비가 내려 노게임이 선언된 것은 이 경기가 처음이다.
5차전 선발 투수로 SK는 채병용을, 두산은 후안 세데뇨가 등판하였다. 두 팀 모두 질 수 없는 마지막 승부를 위해 총력전을 다해야 하는 상황이었다. SK는 좌투수인 세데뇨가 선발 등판하는 것을 감안하여 김재현 대신 이재원을 선발 출장하였고, 두산은 채병용이 우타자에게 약하다는 점을 감안하여 우타자를 중점적으로 기용하였다.
1회부터 SK의 방망이에 불이 붙었다. 선두 타자 박재홍이 후안 세데뇨의 6구를 받아쳐 우월 솔로 홈런(비거리 115m)을 쳤고, 뒤이어 정근우의 볼넷과 이재원의 1타점 2루타로 1점을 더 뽑았다. 후안 세데뇨는 여기서 바로 강판되었고 뒤이어 마운드에는 정재훈이 올라왔다. 정재훈은 2루 주자 이재원을 견제로 아웃시켰으나 다음 타자 최정에게 좌월 솔로 홈런 (비거리 105m)를 허용하였다. 1회에만 SK는 3점을 뽑았다.
두산은 3회초 이종욱과 민병헌의 연속 안타로 만들어낸 1사 주자 1,3루의 찬스에서 고영민이 우익수 플라이로 아웃되었는데 이때 이종욱이 무리하게 홈으로 파고들다가 SK 우익수 박재홍의 정확한 홈 송구로 아웃됨으로써 기회가 그대로 무산되고 말았다.
위기를 넘기자 3회말 SK 타선은 다시 대폭발하였다. 2009 플레이오프에서 가장 좋은 타격감을 보여주고 있는 박정권이 중월 솔로 홈런(비거리 130m)으로 연결한 후, 최정의 볼넷과 나주환의 유격수 앞 내야 안타로 만든 1사 1,2루의 찬스에서 박재상이 우중간 3점 홈런(비거리 120m)를 작렬시켜 두산 선수들의 의지를 한 번 더 꺾었다.
5회말에도 SK는 고삐를 늦추지 않았다. 전 타석에서 3점 홈런을 쳤던 박재상이 투수 김상현의 2구를 그대로 받아쳐 다시 우월 연타석 솔로 홈런(비거리 105m)으로 연결시켰으며, 이번 시리즈 내내 부진했던 후속 타자 정상호마저 2구를 통타해 좌중월 솔로 홈런(비거리 125m)을 쏘아냈다. 뒤이어 정근우와 김재현이 연속으로 2루타를 뽑아내 SK는 10:0까지 달아났다. 이로써 SK는 종전 플레이오프 한 팀 최다 홈런기록(4개)를 경신하였다. 두산은 6회초에서 김현수의 홈런으로 1점을 냈다.
SK는 7회에서도 점수를 뽑아냈다. 선두 타자 정상호가 안타를 치고 나간 상황에서 후속 타자 조동화가 땅볼로 출루하고 정근우가 중견수 플라이로 물러났으나, 김재현이 2루수 앞 내야 안타를 쳤고, 박정권이 2타점 2루타를 치며 2점을 더 도망갔고, 김연훈의 1타점 적시타와 나주환의 몸에 맞는 볼로 만든 2사 1,2루 찬스에서 김강민의 행운의 안타로 1점을 더 도망갔다. 이때 전 타석에서 고의성 사구를 맞은 나주환이 홈으로 들어오다가 두산 포수 용덕한의 발목쪽을 고의성이 의심되게 가격해서 잠시 두 팀간의 분위기가 험악해졌고, 흥분한 두산 응원석에서 물병이 투척되기도 하였다.
두산은 8회초 이종욱의 볼넷과 민병헌의 안타, 고영민의 1루수 앞 땅볼로 만든 1사 2,3루 기회에서 김현수가 투수 앞 내야안타를 쳐 1점을 냈고, 이성열의 3루수 앞 내야안타로 1점을 더 냈으나 이미 승부와는 관계가 없는 타점이었다. SK는 마지막 경기에서 투수 6명을 올리는 벌떼 작전과 선발 전원이 장단 19안타를 기록하는 타선의 대폭발로 3년 연속 한국시리즈에 진출하였으며, 플레이오프 내내 절정의 타격감을 유지한 SK 박정권이 기자단 투표 70표 중 62표를 얻는 압도적인 득표로 MVP를 차지하였다.

#### 5차전 주요 기록
- 양팀 합계 역대 포스트 시즌 최다 루타 기록 경신 - 53루타(종전 기록 - 1988년 한국시리즈 빙그레 이글스 - 해태 타이거즈 전 50루타)
- 양팀 합계 역대 포스트 시즌 최다 홈런 타이 기록 - 7개
- SK 박재홍 역대 포스트 시즌 6번째 선두 타자 홈런 (플레이오프 통산 두 번째)
- SK 박재상 역대 포스트 시즌 18번째 연타석 홈런 (플레이오프 통산 여덟 번째)
- SK 박정권 역대 포스트 시즌 개인 최다 루타 기록 경신 - 23루타 (종전 기록 - 1998년 당시 LG 트윈스 김재현, 1999년 당시 삼성 라이온즈 찰스 스미스의 21루타)
- SK, 역대 플레이오프 한 경기 팀 최다 홈런 기록 경신 - 6개 (종전 기록 4개)
- SK, 역대 포스트 시즌 한 경기 팀 최다 루타 기록 경신 - 41루타 (종전 기록 - 1988년 한국시리즈 빙그레 이글스의 해태 타이거즈 상대로 38루타 기록)
- SK, 역대 포스트 시즌 최다 점수차 승리 - 11점차 (종전 기록 - 1989년 포스트 시즌 해태 타이거즈가 태평양 돌핀스 상대로 9점차 승리)
- SK, 포스트 시즌 통산 18번째 백투백 홈런 (플레이오프 통산 세 번째) - 5회말 박재상, 정상호
- SK, 포스트 시즌 통산 12번째 선발 전원 안타 (플레이오프 통산 세 번째)
- SK, 플레이오프 통산 두 번째 2패후 3연승으로 한국시리즈 진출

## 한국시리즈
한국시리즈에서는 KIA 타이거즈와 SK 와이번스가 맞붙었다. 6차전까지 승부를 내지 못하여 이어진 7차전에서 KIA가 초반 열세를 뒤집는 대역전극을 펼치며 통산 열 번째 한국시리즈 우승을 일궈냈다. 7차전 9회말에서 끝내기 솔로 홈런을 터뜨린 KIA의 나지완이 한국시리즈 MVP로 선정되었다.

## 중계 일정
2009년 대한민국 프로 야구 포스트 시즌은 다음과 같은 방송사로부터 중계방송 되었다.

### TV 중계

#### 지상파
| 일정      | 방송사                             | 시청률 | 시청률 | 비고                      |
| 일정      | 방송사                             | TNS    | AGB    | 비고                      |
| --------- | ---------------------------------- | ------ | ------ | ------------------------- |
| 9월 29일  | KBS2 - 캐스터:표영준 / 해설:이용철 | 8.7%   | 8.2%   |                           |
| 9월 30일  | MBC - 캐스터:한광섭 / 해설:허구연  | -      | -      |                           |
| 10월 2일  | SBS - 캐스터:박찬민 / 해설:박노준  | -      | -      |                           |
| 10월 7일  | KBS2 - 캐스터:김현태 / 해설:이용철 | 9.3%   | -      |                           |
| 10월 10일 | MBC - 캐스터:한광섭 / 해설:허구연  | 9.8%   | 9.7%   |                           |
| 10월 13일 | SBS - 캐스터:박찬민 / 해설:박노준  | -      | -      | 중계 중 우천취소          |
| 10월 14일 | MBC - 캐스터:한광섭 / 해설:허구연  | 9.0%   | 9.0%   | 우천취소로 인한 추가 중계 |

#### 유료방송
- KBS N 스포츠 (10월 3일, 10월 8일, 10월 11일)
- MBC ESPN (10월 3일, 10월 8일, 10월 11일)
- SBS SPORTS (10월 3일, 10월 8일, 10월 11일)
- Xports (10월 3일, 10월 8일, 10월 11일)

※ 지상파에서의 생중계가 확정된 경우 방송 채널 사용 사업자는 녹화 중계를 실시하였다.

### 라디오 중계
- KBS 2라디오 (10월 7일, 10월 10일, 10월 14일)
- MBC 표준FM (10월 7일, 10월 13일 - 중계 중 우천취소)
- 원음방송 (9월 29일, 9월 30일, 10월 7일, 10월 8일, 10월 10일, 10월 11일, 10월 14일)
- 부산MBC 표준FM (9월 29일, 9월 30일, 10월 2일)
- KNN-FM (9월 29일, 9월 30일, 10월 2일, 10월 3일, 10월 7일, 10월 8일, 10월 9일, 10월 11일, 10월 13일 - 중계 중 우천취소, 10월 14일)

## 같이 보기
- 2009년 한국프로야구
- 2009년 한국시리즈